# چارنا (شهرستان مینسک)
چارنا (به لهستانی:  Czarna) یک روستا در لهستان است که در گمینا ستانیسواووف واقع شده‌است.